# تيد كينيدي (كاتب)
تيد كينيدي (بالإنجليزية: Ted Kennedy)‏ هو قسيس وكاتب أسترالي، ولد في 1931، وتوفي في 2005.